# Carrie Derick

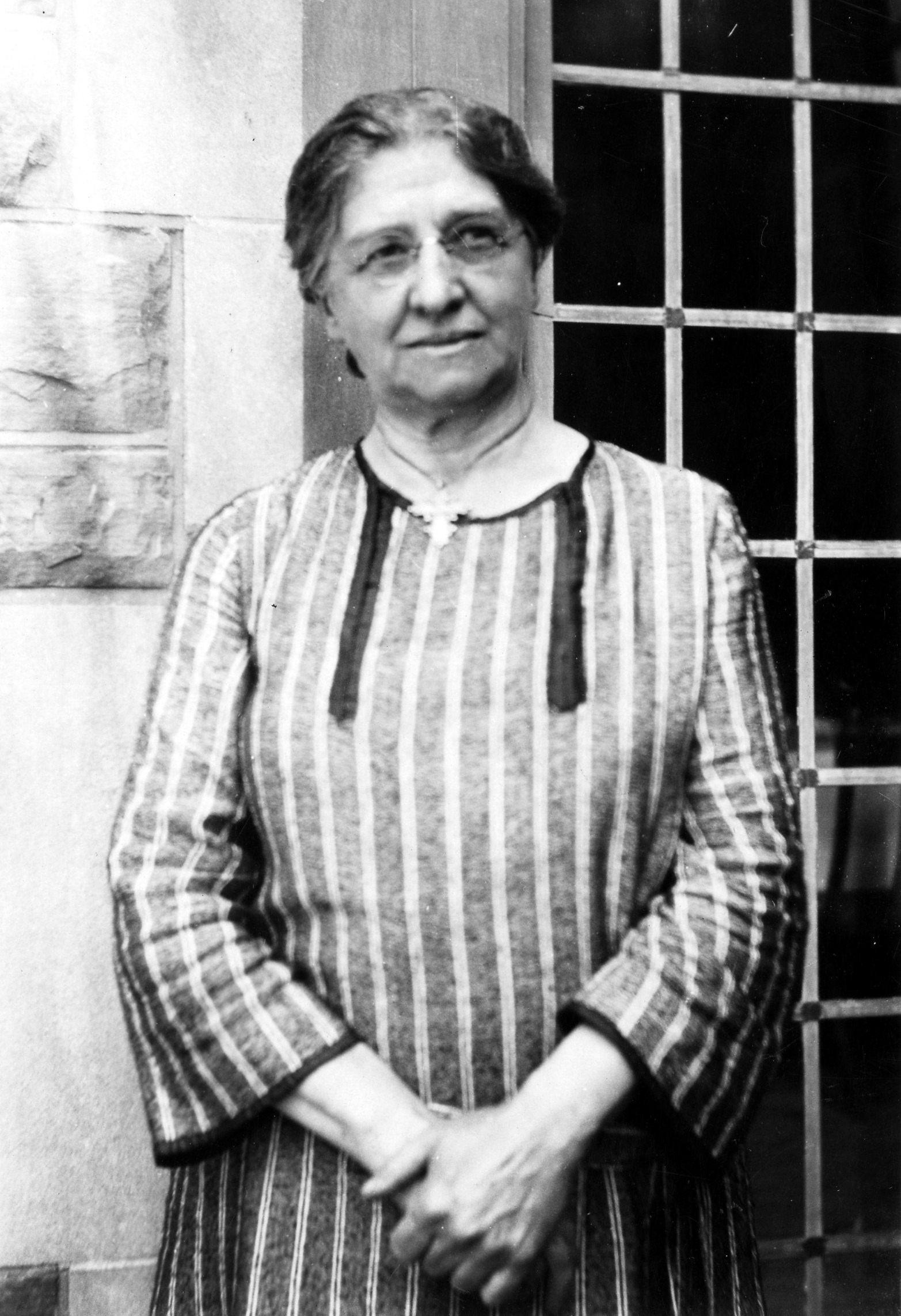
Carrie Derick

Carrie Matilda Derick (* 14. Januar 1862 in Clarenceville; † 10. November 1941 in Montreal) war eine kanadische Botanikerin, Genetikerin und Wissenschaftsautorin. Sie war die erste kanadische Professorin und lehrte an der McGill University.
Die kanadische Regierung, vertreten durch den für das Historic Sites and Monuments Board of Canada zuständigen Minister, ehrte Derick am 8. Juni 2007 für ihr Wirken und erklärte sie zu einer „Person von nationaler historischer Bedeutung“.

## Leben
Carrie Derick wurde 1862 in Clarenceville als Tochter des aus den Eastern Townships Quebecs stammenden Frederick Derick und dessen US-amerikanischer Frau Edna Colton geboren. Nach dem Besuch der Clarenceville Academy und der McGill Normal School in Montreal wurde sie 1884 als eine der ersten vier Frauen zum Studium zugelassen. Sie erlangte den B.A. 1890 an der McGill University, begann ein Master-Studium und erhielt ihren M.A. 1896 ebenda. Anschließend führte sie ihre Studien an der Bonner Universität fort, konnte jedoch 1901, trotz erbrachter Leistungen, als Frau keinen Doktorgrad erlangen.
1912 wurde sie die erste Professorin an ihrer Alma Mater und damit die erste Professorin Kanadas. Dort lehrte sie bis zu ihrer Pensionierung 1929, was sie zur ersten emeritierten Professorin machte.

## Google Doodle
Ihr zu Ehren bedachte Google sie an ihrem 155. Geburtstag am 14. Januar 2017 mit einem Google Doodle.